# Everytime We Touch (Lied)
Everytime We Touch ist ein Popsong der schottischen Sängerin Maggie Reilly aus dem Jahr 1992. Das Lied war Teil ihres im selben Jahr veröffentlichten Studioalbums Echoes und ihr erster Soloerfolg nach ihrer Zusammenarbeit mit Mike Oldfield in den 1980er Jahren.

## Hintergrund
Nachdem Reilly zwischen 1982 und 1984 mit Liedern wie Moonlight Shadow oder To France europaweiten Erfolg gehabt hatte, startete sie 1991 eine Solokarriere. Im März 1992 wurde aus dem Album Echoes die Single Everytime We Touch ausgekoppelt. Reilly hat den Song zusammen mit Stuart Mackillop und Peter Risavy geschrieben. Als Produzenten standen ihr Armand Volker und Stefan Zauner zur Seite. Das Plattenlabel Electrola ließ den Song lizenzieren und veröffentlichen.

## Kommerzieller Erfolg
Everytime We Touch erreichte in Deutschland Rang 16 der Hitparade und platzierte sich 25 Wochen in den Charts. In den deutschen Airplaycharts konnte sich das Lied für eine Woche an der Chartspitze platzieren.
In Österreich erreichte Everytime We Touch Rang fünf und platzierte sich acht Wochen in den Top 10 sowie 16 Wochen in den Charts. In der Schweizer Hitparade erreichte die Single in zwölf Chartwochen mit Rang 24 seine höchste Chartnotierung. 1992 platzierte sich Everytime We Touch auf Rang 55 der deutschen Single-Jahrescharts sowie auf Rang 27 in Österreich.
| ChartsChartplatzierungen | Höchstplatzierung | Wochen |
| ------------------------ | ----------------- | ------ |
| Deutschland (GfK)        | 16 (25 Wo.)       | 25     |
| Österreich (Ö3)          | 5 (16 Wo.)        | 16     |
| Schweiz (IFPI)           | 24 (12 Wo.)       | 12     |

| ChartsJahrescharts (1992) | Platzierung |
| ------------------------- | ----------- |
| Deutschland (GfK)         | 55          |
| Österreich (Ö3)           | 27          |

## Version von Cascada
2005 coverte das deutsche Dance-Projekt Cascada den Song im Hands-Up und Eurodance Stil. Das Stück wurde im August 2005 über die Musiklabel Robbins Entertainment und Zooland Records veröffentlicht. Ein Jahr später erschien das Lied auf dem gleichnamigen Studioalbum Everytime We Touch. 
Die Version erfuhr in den Folgejahren zahlreiche neue Remixversionen in den unterschiedlichsten Stilen. 2023 veröffentlichte die deutsche Metalcore-/Trancecore-Band Electric Callboy aus Castrop-Rauxel ihre Version des Stücks. 

### Musikvideo
Das Video wurde im März 2007 auf dem offiziellen YouTube-Kanal vom Musiklabel All Around the World hochgeladen. Gedreht wurde in der Public Library in New York City. Das Video wurde in elf Jahren über 105 Millionen Mal angeklickt.

### Chartplatzierungen
Everytime We Touch erreichte in der Version von Cascada Rang fünf der deutschen Singlecharts und platzierte sich vier Wochen in den Top 10 sowie 19 Wochen in den Top 100. Cascada erreichten hiermit erstmals die Charts in Deutschland.
In Österreich erreichte die Single in 21 Chartwochen mit Rang 13 seine höchste Chartnotierung. In der Schweizer Hitparade erreichten Cascada mit Everytime We Touch ebenfalls zum ersten Mal die Charts, wobei die Single in 24 Chartwochen mit Rang 22 seine beste Platzierung erreichte. Im Vereinigten Königreich erreichte die Single Rang zwei. Everytime We Touch wurde ebenfalls zum ersten Charthit in den britischen Charts und platzierte sich sechs Wochen in den Top 10 und 42 Wochen in den Charts.
In den Vereinigten Staaten erreichte die Single Rang zehn und platzierte sich eine Woche in den Top 10 sowie 31 Wochen in den Charts. Auch hier handelt es sich um den ersten Charthit für Cascada. Es war der erste Top-10-Erfolg eines deutschen Interpreten in den Billboard Hot 100 seit Heaven von Yanou aus dem Jahr 2002 sowie der erste Charterfolg nach eineinhalb Jahren.
2006 belegte Everytime We Touch Rang 15 der britischen Single-Jahrescharts sowie Rang 31 in den Vereinigten Staaten. 2007 belegte das Lied Rang 52 der deutschen Single-Jahrescharts und Rang 86 in der Schweiz.
| ChartsChartplatzierungen       | Höchstplatzierung | Wochen |
| ------------------------------ | ----------------- | ------ |
| Deutschland (GfK)              | 5 (19 Wo.)        | 19     |
| Österreich (Ö3)                | 13 (21 Wo.)       | 21     |
| Schweiz (IFPI)                 | 22 (24 Wo.)       | 24     |
| Vereinigte Staaten (Billboard) | 10 (31 Wo.)       | 31     |
| Vereinigtes Königreich (OCC)   | 2 (42 Wo.)        | 42     |

| ChartsJahrescharts (2006)      | Platzierung |
| ------------------------------ | ----------- |
| Vereinigte Staaten (Billboard) | 31          |
| Vereinigtes Königreich (OCC)   | 15          |

| ChartsJahrescharts (2007) | Platzierung |
| ------------------------- | ----------- |
| Deutschland (GfK)         | 52          |
| Schweiz (IFPI)            | 86          |

### Auszeichnungen für Musikverkäufe
| Land/Region                  | Auszeichnungen für Musikverkäufe (Land/Region, Auszeichnung, Verkäufe) | Verkäufe  |
| ---------------------------- | ---------------------------------------------------------------------- | --------- |
| Dänemark (IFPI)              | 2× Platin                                                              | 180.000   |
| Deutschland (BVMI)           | 2× Platin                                                              | 600.000   |
| Finnland (IFPI)              | Gold                                                                   | 5.814     |
| Frankreich (SNEP)            | Platin                                                                 | 300.000   |
| Italien (FIMI)               | Gold                                                                   | 25.000    |
| Kanada (MC)                  | Platin                                                                 | 40.000    |
| Neuseeland (RMNZ)            | 2× Platin                                                              | 60.000    |
| Schweden (IFPI)              | 2× Platin                                                              | 40.000    |
| Spanien (Promusicae)         | Gold                                                                   | 30.000    |
| Vereinigte Staaten (RIAA)    | Platin                                                                 | 1.000.000 |
| Vereinigtes Königreich (BPI) | 3× Platin                                                              | 1.800.000 |
| Insgesamt                    | 3× Gold · 14× Platin ·                                                 | 4.080.814 |

## Version von Electric Callboy
Die deutsche Metalcore-/Trancecore-Band Electric Callboy veröffentlichte das Lied zusammen mit einem Musikvideo am 21. Juni 2023. Es erreichte Platz 95 in den deutschen Charts.